# Walter M. Mumma

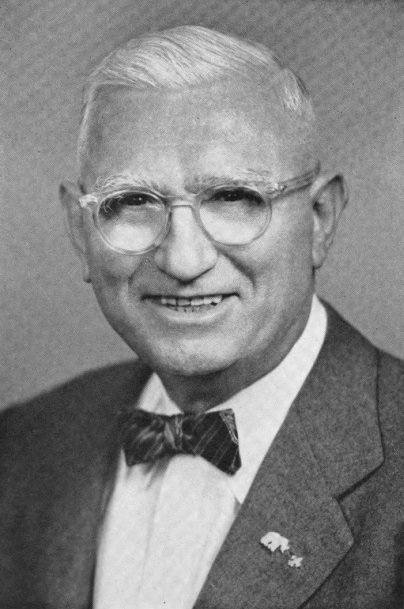
Walter M. Mumma

Walter Mann Mumma (* 20. November 1890 in Steelton, Dauphin County, Pennsylvania; † 25. Februar 1961 in Bethesda, Maryland) war ein US-amerikanischer Politiker. Zwischen 1951 und 1961 vertrat er den Bundesstaat Pennsylvania im US-Repräsentantenhaus.

## Werdegang
Walter Mumma besuchte die öffentlichen Schulen seiner Heimat und studierte danach bis 1911 an der staatlichen Forstakademie (Pennsylvania State Forestry Academy) in Mont Alto. Zwischen 1911 und 1916 arbeitete er für das Forstministerium seines Staates. Danach war er von 1916 bis 1921 in der Verkaufsabteilung einer Zementfabrik in Allentown tätig. Von 1921 bis 1947 arbeitete er für die Firma Pennsylvania Supply Co. in Harrisburg, die er mitgegründet hatte und deren Präsident er schließlich wurde. Zwischen 1940 und 1944 fungierte er auch als Urkundsbeamter für Testamente (Register of Wills) im Dauphin County.
Politisch schloss sich Mumma der Republikanischen Partei an. Bei den Kongresswahlen des Jahres 1950 wurde er im 18. Wahlbezirk von Pennsylvania in das US-Repräsentantenhaus in Washington, D.C. gewählt, wo er am 3. Januar 1951 die Nachfolge von John C. Kunkel antrat. Nach fünf Wiederwahlen konnte er bis zu seinem Tod am 25. Februar 1961 im Kongress verbleiben. Seit 1953 vertrat er dort den 16. Distrikt seines Staates. In seine Zeit als Kongressabgeordneter fielen unter anderem der Koreakrieg und der Beginn der Bürgerrechtsbewegung.
Walter Mumma wurde in Harrisburg beigesetzt.